# اچ‌ام‌اس کلرنس (۱۸۲۷)
اچ‌ام‌اس کلرنس (۱۸۲۷) (به انگلیسی: HMS Clarence (1827)) یک کشتی بود که طول آن ۱۹۳ فوت ۱۰ اینچ (۵۹٫۰۸ متر) بود. این کشتی در سال ۱۸۲۷ ساخته شد.